# Sajhun Bobodżan Gafurow
Sajhun Bobodżan Gafurow (tadż. Клуби футболи «Сайҳун» Бобоҷон Ғафуров) – tadżycki klub piłkarski, mający siedzibę w mieście Gafurow, na północy kraju.

## Historia
Chronologia nazw:
- 1989: Torgmasz Leninabad (ros. «Торгмаш» Ленинабад)
- 1991: Torgmasz Chodżent (ros. «Торгмаш» Худжанд)
- 1992: Sajhun Chodżent (ros. «Сайхун» Худжанд)
- 1993: Sajhun Czkałowsk (ros. «Сайхун» Чкаловск)
- 1995: klub rozwiązano
- 2014: Sajhun Bobodżan Gafurow (ros. «Сайхун» Бободжон Гафуров)

Piłkarski klub Torgmasz został założony w miejscowości Leninabad w 1989 roku. Na początku występował w lokalnych rozgrywkach amatorskich. W 1992 klub zmienił nazwę na Sajhun i debiutował w rozgrywkach Wyższej Ligi Tadżykistanu. W debiutanckim sezonie zespół zajął 9. miejsce. W 1993 klub przeniósł się do pobliskiej miejscowości Czkalowsk. W sezonie 1995 zajął ostatnie 15. miejsce i spadł do Pierwszej Ligi. Jednak z przyczyn finansowych klub w końcu roku został rozformowany.
Dopiero w 2014 klub został reaktywowany w miejscowości Gafurow jako Sajhun Bobodżan Gafurow i startował w Pierwszej Lidze. Nazwa miejscowości pochodzi od nazwiska znanego tadżyckiego historyka i polityka Bobodżana Gafurowa.

## Sukcesy

### Trofea międzynarodowe
Nie uczestniczył w rozgrywkach azjatyckich (stan na 31-12-2015).

### Trofea krajowe
Tadżykistan
| \| \| Zdobyte trofea w rozgrywkach Tadżykistanu (stan na: 31-12-2015) \| |                                                                 |      |          |
| Rozgrywki                                                                | Osiągnięcie                                                     | Razy | Sezon(y) |
| Mistrzostwo                                                              | I miejsce                                                       | 0    |          |
| Mistrzostwo                                                              | II miejsce                                                      | 0    |          |
| Mistrzostwo                                                              | III miejsce                                                     | 0    |          |
| Mistrzostwo                                                              | 9. miejsce                                                      | 1    | 1992     |
| Puchar                                                                   | zdobywca                                                        | 0    |          |
| Puchar                                                                   | finalista                                                       | 0    |          |
| Puchar                                                                   | ćwierćfinalista                                                 | 1    | 1992     |
| II liga                                                                  | I miejsce                                                       | 0    |          |
| II liga                                                                  | II miejsce                                                      | 0    |          |
| II liga                                                                  | III miejsce                                                     | 0    |          |
| II liga                                                                  | 7. miejsce                                                      | 1    | 2014     |
| Tadżykistan                                                              | Zdobyte trofea w rozgrywkach Tadżykistanu (stan na: 31-12-2015) |      |          |

## Stadion
Klub rozgrywa swoje mecze domowe na stadionie Furudgoh w Gafurowie, który może pomieścić 5 000 widzów.

## Piłkarze
Znani piłkarze:
- Anatolij Fomiczow
- Iwan Płotnikow

## Trenerzy
- 1992–199?:  Władimir Burdin

...